# 鲁菲
鲁菲（法語：Rouffy，法語發音：[ʁufi]）是法国马恩省的一个市镇，位于该省中部偏西南，属于香槟沙隆区。

## 地理
鲁菲（48°56'4"N, 4°6'5"E）面积5.69 平方千米，位于法国大東部大區马恩省，该省份为法国东北部内陆省份，北起阿登省，西北接埃纳省，西南接塞纳-马恩省，南至奥布省，东南接上马恩省，东临默兹省。
与鲁菲接壤的市镇（或旧市镇、城区）包括：弗拉维尼、圣马尔莱鲁菲、新城-雷讷维尔-舍维尼、武济、布朗科托。

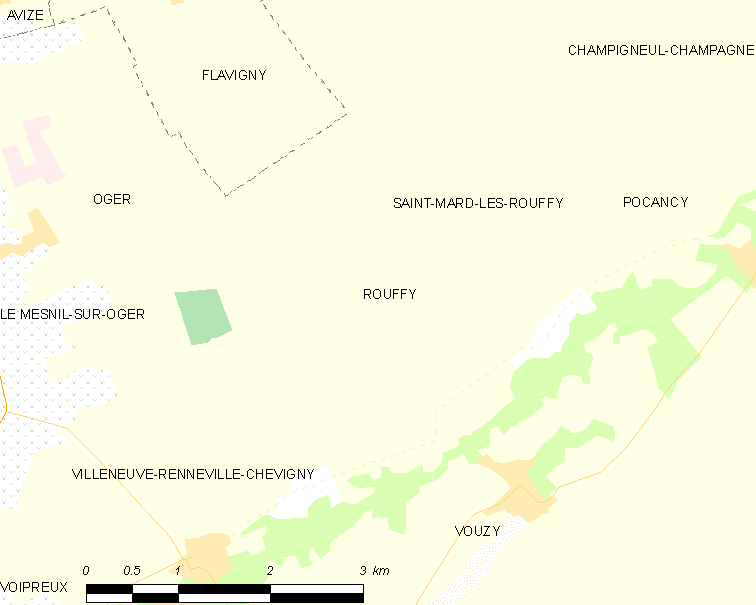
鲁菲的OSM定位图

鲁菲的时区为UTC+01:00、UTC+02:00（夏令时）。

## 行政
鲁菲的邮政编码为51130，INSEE市镇编码为51469。

## 政治
鲁菲所属的省级选区为韦尔蒂-香槟平原县。

## 人口

1962-2008年间鲁菲人口变化图示

鲁菲于2022年1月1日时的人口数量为110人。